# Aphandra
Aphandra es un género monotípico con una única especie: Aphandra natalia, perteneciente a la familia  de las palmeras (Arecaceae).  Es nativa de Sudamérica.

## Distribución y hábitat
Es originaria de la región oriental de Ecuador, norte de Perú hasta el oeste de Brasil alcanzando una altura de 800 m s. n. m. Se encuentra en la selva amazónica que se extiende a los pies de los Andes.

## Descripción
Natalia Aphandra tiene un tronco solitario, que alcanza más de 12 metros de altura, es de color  gris. Las hojas viejas no se desprenden de las bases dándoles un diámetro aparente de cerca de 1 metro, sin embargo, cuando limpian las bases de hojas es de solo 30 cm de diámetro. Las hojas suelen ser de 4,5 m de longitud, naciendo de largos peciolos de 2,5 m de longitud dándoles una longitud total de 7 m.

## Taxonomía
Aphandra natalia fue descrita por (Balslev & A. J. Hend.) Barfod y publicado en Opera Botanica 105: 46. 1991.
Etimología
Aphandra: nombre genérico que es una combinación de Ammandra y Phytelephas, dos géneros estrechamente relacionados de palmeras.
natalia: epíteto otorgado en honor de Natalie Uhl, un moderno taxónomo de palmeras.
Sinonimia
- Ammandra natalia Balslev & A.J.Hend. (1987).[5]